# Мемориал Дьорд Маркс
„Мемориал Дьорд Маркс“ е ежегоден международен турнир по шахмат, провеждащ се в Пакш, Унгария. Организира се в памет на унгарския физик и академик Дьорд Маркс.
Основното събитие е гросмайсторски турнир с участието на 6 души. Според правилата всеки участник играе по две партии с останалите шахматисти в турнира, с разменени цветове на фигурите, по правилата на кръговата система.
През годините форматът на турнира се разширява и той започва да предлага открит турнир, турнири по ускорен и блиц шахмат, както и отделни надпревари за жени и деца.

## Турнирът през годините
Няма информация, кога първият турнир от поредицата е организиран и под каква форма протича.
Вторият турнир се провежда в периода между 5 и 15 юни 2004 г. Състезанието е от 14-а категория на ФИДЕ със среден ЕЛО рейтинг 2587. Участват следните гросмайстори: Виктор Корчной, Ференц Беркеш, Александър Белявски, Владислав Неведничи, Лайош Портиш и Петер Ач. Паралелно с основното събитие се провежда турнир с участието на международни майстори и желаещи за покриване на норми за международен майстор, спечелен от румънеца Ranko Szuhanek.
Третият турнир е организиран в периода между 12 и 22 юни 2005 г. Състезанието е от 15-а категория на ФИДЕ със среден ЕЛО рейтинг 2616. Участват Золтан Алмаши, Виктор Корчной, Кришнан Сасикиран, Ференц Беркеш, Емил Сутовски и Петер Ач. Паралелно се провежда открит турнир, който е спечелен от Ralf Åkesson.
В периода между 28 юли и 7 август 2006 г.е проведена четвъртата надпревара под това име. Състезанието е от 15-а категория на ФИДЕ със среден ЕЛО рейтинг 2622. Участват Пентала Харикришна, Захар Ефименко, Уанг Юе, Золтан Алмаши, Ференц Беркеш и Петер Ач. Програмата включва два открити турнира и състезания по ускорен и блиц шахмат.
Петият турнир е организиран в периода между 4 и 15 август 2007 г. Състезанието е от 14-а категория на ФИДЕ със среден ЕЛО рейтинг 2582. Участие в него взимат Пентала Харикришна, Петер Ач, Чаба Балог, Ференц Беркеш, Виктор Корчной и Хоу Ифан. В гросмайсторския турнир Ач и Харикришна имат равен брой точки след последния кръг, но унгарецът е обявен за краен победител, защото постига повече победи в турнира от съперника си (пет срещу три). Като част от програмата на турнира са проведени 11-ото издание на „Купа Пакш“, спечелена от Attila Grószpéter, два открит турнира и напревара по ускорен шахмат.
Шестият турнир се провежда в периода между 24 юли и 4 август 2008 г. Състезанието е от 15-а категория на ФИДЕ със среден ЕЛО рейтинг 2625. Учатват Максим Вашие-Лаграв, Александър Белявски, Ференц Беркеш, Габриел Саргисян, Даниел Стелваген и Петер Ач. Програмата на турнира също включва открит турнир, турнири по ускорен и блиц шахмат и надпревара за деца.
Седмият турнир се състои в периода между 24 септември и 5 октомври. Това е най-силното издание, което е от 16-а категория на ФИДЕ със среден ЕЛО рейтинг 2631. Участват Золтан Алмаши, Георг Майер, Ференц Беркеш, Сурия Гангули, Елтай Сафарли и Петер Ач. За първи път е организирана надпревара за жени, спечелена от Шидония Вайда. Програмата включва провеждането на два открити турнира (обозначени „А“ и „B“), турнири по ускорен и блиц шахмат, и два детски турнира за деца до 14 и до 10 години.

## Победители
| № | Година | Победител           | Резултат    |
| - | ------ | ------------------- | ----------- |
| 2 | 2004   | Виктор Корчной      | 7½ от 10 т. |
| 3 | 2005   | Золтан Алмаши       | 6½ от 10 т. |
| 4 | 2006   | Пентала Харикришна  | 6½ от 10 т. |
| 5 | 2007   | Петер Ач            | 6 от 10 т.  |
| 6 | 2008   | Максим Вашие-Лаграв | 7 от 10 т.  |
| 7 | 2009   | Золтан Алмаши       | 7 от 10 т.  |